# Louise Preslar
Louise Preslar Peete (Bienville, 20 settembre 1880 – Carcere di San Quintino, 11 aprile 1947) è stata una serial killer statunitense.

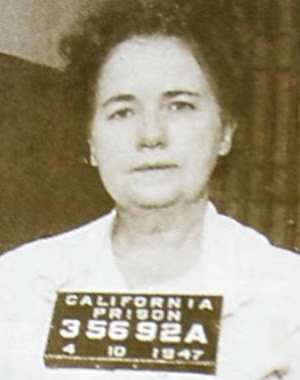
Louise Preslar

È una delle quattro donne che sono state condannate alla camera a gas in California.

## Biografia
Nata in un'agiata famiglia della Louisiana, ben presto Louise mostrò di essere una giovanetta dal carattere difficile e ribelle alla quale tuttavia la madre Susan Preslar Peete riuscì a insegnare a comportarsi da signora della buona società. Espulsa per cattiva condotta dalla scuola, la giovane non terminò gli studi, fuggì più volte da casa e alla fine si diede alla vita di strada divenendo una prostituta apprezzata per i suoi modi signorili.
Nel 1903 sposò Henry Brosley, un commesso viaggiatore che Louise seguì per tre anni nei suoi spostamenti per lavoro sino a quando venne scoperta a tradirlo con un commerciante di oli. Brosley non sopportò l'adulterio della moglie e disperato si suicidò con un colpo di rivoltella. Il corpo e un biglietto, un ultimo messaggio, fu trovato da Louise che senza nessun rimorso lo stracciò e, venduta la casa, se ne andò a Shreveport dove in un motel continuò a esercitare la sua professione di prostituta.
Si trasferì quindi a Boston cambiando il suo nome in Gould e continuando a fare il suo lavoro a domicilio dei clienti che derubava del denaro e dei preziosi che scovava in casa. Scoperta fu costretta a rifugiarsi in un'altra città, a Waco in Texas, dove trovò da farsi mantenere da un petroliere, Joe Appel, che usava la sua ricchezza, più che per condurre una vita agiata, per collezionare diamanti fino a quando Louise decise di rubarglieli eliminandolo con un colpo di pistola alla testa. Fu subito arrestata e portata di fronte al Gran giurì dove la donna sostenne la parte di gran signora dichiarando di aver ucciso Appel per legittima difesa  poiché questi aveva tentato di possederla con la violenza.
Fu creduta e liberata da ogni accusa così che poté tornare nel 1913 a Dallas dove, ormai senza un soldo, sposò Harry Faurote, impiegato in un motel dove Louise non esitò a praticare la sua attività di prostituta. Il marito la colse sul fatto con un cliente e si impiccò. Anche questo secondo suicidio non impressionò più di tanto Louise che dopo due anni contrasse un nuovo matrimonio a Denver con Richard Peete, un brav'uomo timido e fragile, che lavorava come venditore porta a porta. Dopo l'acquisto di una modesta casa e la nascita nel 1916 di una bambina, Betty, i rapporti tra i due si guastarono per l'insofferenza di Louise per una vita troppo semplice per i suoi desideri.
Nel 1920 abbandonò marito e figlia per trasferirsi a Los Angeles dove mentre cercava una casa in affitto conobbe Jacob Denton, vedovo e proprietario di una villa che, poiché si apprestava a un lungo viaggio in Oriente, voleva affittare. Louise gli propose di aiutarlo nella ricerca di un inquilino e nel frattempo si stabilì in casa del vedovo con cui iniziò una relazione. Quando si rese conto che Denton non aveva intenzione di sposarla, Louise lo uccise sotterrandone il corpo in giardino.
Nel tempo che seguì Louise cercò, inventando una sequela di storie una diversa dall'altra, di giustificare la scomparsa di Denton e tentando di trarne vantaggio vendendo la nuova auto che questi aveva ordinato, incassando assegni falsificati, affittando parte della villa.
Tutto il denaro ricavato con questi espedienti Louise lo spese in breve tempo fino a quando, esaurita ogni risorsa, tornò dal marito Peete a Denver.
Scoperto il cadavere di Denton, Louise fu chiamata come testimone dalla polizia che in realtà voleva che, dal Colorado, dove  soggiornava e dove non era concessa estradizione, la donna entrasse nello stato della California. Superati i confini venne infatti subito accusata di omicidio e condannata al carcere a vita da cui fu rilasciata dopo aver scontato 18 anni quando ormai era divenuta nuovamente vedova perché nel frattempo Richard Peete si era suicidato disperato perché Louise non rispondeva più dal carcere alle sue lettere.
Nel 1939, in libertà condizionata, Louise lavorava in una mensa militare quando scomparve una sua amica. Louise ricorrendo alla sua capacità di invenzione testimoniò che la donna era «scappata con un soldato», poi che era «caduta e stava male» e ancora che era «in fin di vita e forse già morta». Non si riuscì a provare alcun coinvolgimento negli avvenimenti per i quali era sospettata e ancora libera nel 1943 Louise abitava nella stessa casa con Alice Latham, una donna che morì per un improvviso infarto.
Louise si trasferì quindi presso una coppia di coniugi, Arthur e Margaret Logan, che avevano sempre creduto alla sua innocenza e l'avevano soccorsa quando era in carcere. Louise, che aveva cambiato il suo nome in Lou Ann Lee, convinse Margaret a far ricoverare il marito in manicomio per demenza senile. Arthur morirà in ospedale ma nessuno si incaricherà dei funerali poiché la moglie del defunto era scomparsa dal 30 maggio del 1944. Louise affermò che a Margaret per un incidente avevano amputato un braccio e che era in cura da qualche parte. La pluriomicida si era nel frattempo sposata con il sessantacinquenne Lee Judson con il quale era andata ad abitare nella casa dei Logan ormai libera e a loro disposizione.
La polizia, che sospettava qualcosa di losco, decise di operare una perquisizione della casa che porterà alla scoperta del corpo di Margaret sepolta sotto un albero. Successive indagini provarono che la donna era stata uccisa da Louise con una rivoltella che aveva rubato ad Alice Latham dopo la sua morte. Lee Judson, che ignorava tutto del passato della moglie, si suicidò.
Nell'aprile del 1945 si aprì il processo a carico della Preslar che venne condannata da una giuria, formata da undici donne e un uomo, alla camera a gas. Nel 1947 la sentenza sarà eseguita.